# Rhein Fire (ELF)
El Rhein Fire (en inglés: Fuego del Rin) es un equipo de fútbol americano de Düsseldorf, Alemania. Juegan en la Liga Europea de Fútbol (ELF) desde la expansión de la competición de 2022.

## Historia
El 25 de septiembre de 2021, el Rhein Fire se anunció como la tercera expansión y el undécimo equipo general en jugar en la Liga Europea de Fútbol a partir de la temporada 2022. El equipo tomaría la identidad del antiguo equipo homónimo de la NFL Europa, después de que la liga llegara a un acuerdo antes de la temporada 2021 con la NFL por los derechos de denominación. En la pretemporada de 2022, la gerencia anunció que el exentrenador en jefe del antiguo Rhein Fire, Jim Tomsula, también será el primer entrenador en jefe del Rhein Fire en la European League of Football.

## Estadio
El estadio utilizado como campo local es el MSV-Arena de Duisburgo con capacidad para 31.500 personas y que actualmente se utiliza como estadio local del MSV Duisburgo, equipo de fútbol alemán que milita en la 3. Liga.

## Estadísticas

### Histórico
| Temporada | Liga | Conf. | Lugar | Juegos | S | N | SQ    | P+  | P−  | Diff | DIV | Serie                      | Postseason | Media de espectadores |
| --------- | ---- | ----- | ----- | ------ | - | - | ----- | --- | --- | ---- | --- | -------------------------- | ---------- | --------------------- |
| 2022      | ELF  | Sur   | 2.º   | 12     | 7 | 5 | 0,583 | 346 | 314 | +32  | 4:2 | 3S ‒ 2N ‒ 1S ‒2N ‒ 3S ‒ 1N | ‒          | 8.755                 |

### Rendimiento
| Oponente           | Primer encuentro |    | Temporada regular | Temporada regular | Temporada regular | Temporada regular | Temporada regular | Play-offs | Play-offs | Play-offs | Play-offs |
| Oponente           | Primer encuentro | Sp | S                 | N                 | SQ                | P+                | P−                | S         | N         | P+        | P−        |
| ------------------ | ---------------- | -- | ----------------- | ----------------- | ----------------- | ----------------- | ----------------- | --------- | --------- | --------- | --------- |
| Barcelona Dragons  | 2022             | 2  | 0                 | 2                 | 0,000             | 36                | 50                |           |           |           |           |
| Cologne Centurions | 2022             | 2  | 2                 | 0                 | 1,000             | 76                | 40                |           |           |           |           |
| Frankfurt Galaxy   | 2022             | 2  | 2                 | 0                 | 1,000             | 52                | 47                |           |           |           |           |
| Hamburg Sea Devils | 2022             | 2  | 0                 | 2                 | 0,000             | 31                | 82                |           |           |           |           |
| Istanbul Rams      | 2022             | 2  | 2                 | 0                 | 1,000             | 92                | 44                |           |           |           |           |
| Leipzig Kings      | 2022             | 2  | 1                 | 1                 | 0,500             | 59                | 51                |           |           |           |           |